# Monomorium dictator
Monomorium dictator (лат.) — вид мелких муравьёв рода Monomorium из подсемейства Myrmicinae. Эндемик юго-западной части Африки (Ангола).

## Описание
Длина рабочих муравьёв составляет около 3 мм. Основная окраска оранжево-коричневого цвета (голова и грудь оранжево-красные, брюшко темнее, буровато-чёрное до чёрного). Длина головы 0,74—0,76 мм (ширина — 0,57—0,59 мм). Усики 12-члениковые, булава из 3 сегментов. Глаза мелкие, до 10 омматидиев в наибольшем диаметре. Голова вытянутая, субпрямоугольная. Жвалы с 4 зубцами. Заднегрудка невооружёная, без проподеальных зубцов. Стебелёк между грудкой и брюшком состоит из двух члеников: петиолюса и постпетиолюса (последний четко отделен от брюшка), жало развито, куколки голые (без кокона). Вид был впервые описан в 1937 году швейцарским мирмекологом Феликсом Санчи (Felix Santschi; 1872—1940; Швейцария), а его валидность подтверждена в ходе ревизии, проведённой в 1987 году британским энтомологом Барри Болтоном (Великобритания). Обладает сходством с африканскими видами Monomorium bicolor (с менее волосатым брюшком) и Monomorium rufulum (с развитым 4-м базальным зубцом жвал), а также с Monomorium westi (с двумя заострёнными продольными килями на клипеусе, Кения), Monomorium personatum (с более крупными глазами, симпатричен с dictator, Ангола), Monomorium hirsutum (Эфиопия).